# Christian Kahrmann

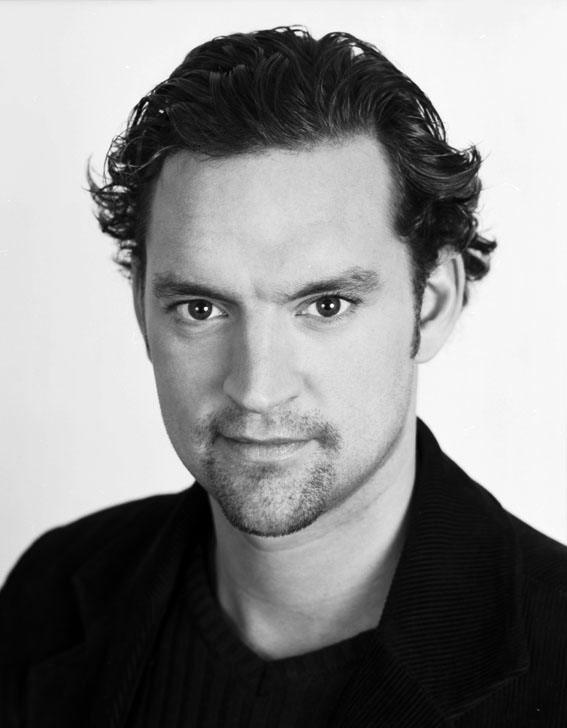
Christian Kahrmann (2002)

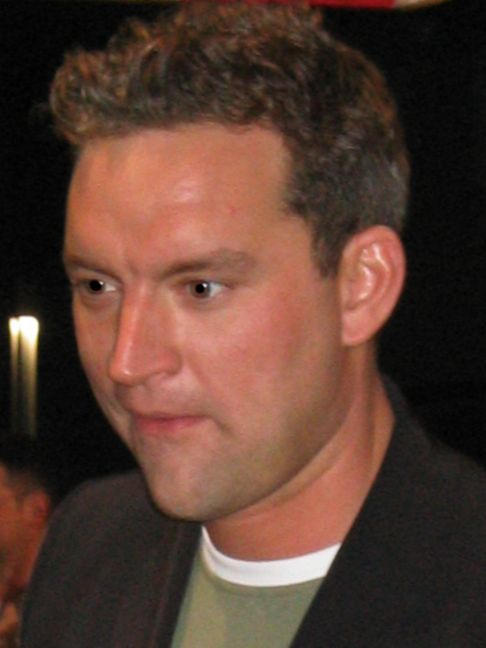
Christian Kahrmann (2006)

Christian Kahrmann (* 19. Juni 1972 in Köln) ist ein deutscher Schauspieler. Er wurde 1985 als Benny Beimer in der Fernsehserie Lindenstraße bekannt.

## Privatleben
Kahrmann wurde 1972 in Köln als Sohn des Arztes Ralf Gerd Kahrmann (1940–2021) und dessen Frau Ute (1941–2021) geboren. Seine ältere Schwester ist Tierärztin und arbeitet in der Forschungsabteilung eines Chemiekonzerns in Wuppertal. Sein Schwager Arne Lawrenz ist der Direktor des Zoologischen Gartens der Stadt Wuppertal.
Im Mai 2016 verursachte Kahrmann alkoholisiert einen Autounfall und teilte im Juni mit, dass er wegen einer Alkoholkrankheit im Entzug war. Er betrieb nach einer Ausbildung zum Barista ab September 2012 in Berlin ein Café mit dem Namen Kahrmann’s Own. Im Dezember 2020 musste er es wegen der Corona-Pandemie schließen.
Im März 2021 lag er nach einer COVID-19-Infektion drei Wochen im künstlichen Koma. Sein Vater starb in dieser Zeit an derselben Erkrankung, seine Mutter wenig später an einem Krebsleiden.
Kahrmann war mit Sandya Mierswa verheiratet, lebt seit 2016 getrennt und wurde zwischenzeitlich geschieden. Er wohnt in Berlin und ist Vater zweier Töchter, die 2007 und 2011 geboren wurden.

## Karriere
Bereits mit acht Jahren stand Kahrmann zum ersten Mal vor der Kamera. Mit 13 Jahren erhielt er die Rolle des Benny Beimer in der Fernsehserie Lindenstraße. In der Serienhandlung wurde er auch Mitglied der Band Mini Pigs, für die er Schlagzeugspielen lernte. Bis zu seinem Abitur spielte er in zahlreichen Fernsehproduktionen mit. Nach rund sieben Jahren Lindenstraße verließ er die Serie, um sich anderen Projekten zu widmen. So trat er unter anderem in der RTL-Serie Und tschüss! auf und spielte verschiedene andere Rollen, wie z. B. im Tatort.
Nach einem Studium der Theater-, Film- und Fernsehwissenschaft zog er 1995 nach New York City um, wo er bis Ende 1998 am Herbert-Berghof-Studio eine Schauspielausbildung bei Susan Batson, Salem Ludwig und Edward Morehouse absolvierte. Ebenfalls in New York gründete er 1996 mit seinen Partnern Ronald Marx und Jarreth Merz das German Theater Abroad, mit denen er sowohl als Schauspieler wie auch als Produzent mehrere Festivals und Inszenierungen deutschsprachiger Dramatik realisiert hat.
In Deutschland war Kahrmann in Fernsehproduktionen wie Das Wunder von Lengede, Kubaner küssen besser, Das beste Stück oder Ratten – Sie werden dich kriegen zu sehen. Kinogängern ist er beispielsweise aus Das erste Semester, Bang Boom Bang sowie Goldene Zeiten bekannt. Auch in internationalen Filmproduktionen wie Equilibrium mit Christian Bale sowie Das Tribunal mit Bruce Willis und Colin Farrell spielte er mit.
In der Seifenoper Eine wie keine, die im November 2009 auf Sendung ging, war er in den ersten 107 Folgen sowie in den Folgen 182 bis 205 als Ralf Berlett zu sehen. Kurz vor Serienende der Lindenstraße hatte er in Folge 1754 vom 1. März 2020 noch einmal einen Gastauftritt als Geist. 2023 war Kahrmann in der ARD-Serie Asbest sowie dem Netflix-Film Blood & Gold zu sehen, bei dem er erneut mit Regisseur Peter Thorwarth zusammengearbeitet hat. Seit 2003 ist er Mitglied der Deutschen Filmakademie.

## Filmografie (Auswahl)
- 1985–1993, 2010, 2020: Lindenstraße (Fernsehserie)
- 1994: Amoklauf
- 1995: Und tschüss! (Fernsehserie, 13 Folgen)
- 1996: Und tschüss! Auf Mallorca (Fernsehfilm)
- 1997: Das erste Semester
- 1998: Und tschüss! Ballermann Olé (Fernsehfilm)
- 1998: Tatort: Bildersturm (Fernsehreihe)
- 1999: Bang Boom Bang – Ein todsicheres Ding
- 2000: Küstenwache (Fernsehserie, Folge Piraten auf der Ostsee)
- 2000: Victor – Der Schutzengel (Fernsehserie, Folge Pilot)
- 2000: Die Motorrad-Cops – Hart am Limit (Fernsehserie, Folge Regenzeit)
- 2000–2005: Samt und Seide (Fernsehserie)
- 2001: Liebe unter weißen Segeln (Fernsehfilm)
- 2001: Ratten – Sie werden dich kriegen! (Fernsehfilm)
- 2001: Eine Hochzeit und (k)ein Todesfall (Fernsehfilm)
- 2002: Das Tribunal (Hart’s War)
- 2002: Sehnsucht nach Sandin (Fernsehfilm)
- 2002: Die Strandclique (Fernsehserie, 6 Folgen)
- 2002: Das beste Stück (Fernsehfilm)
- 2002: Equilibrium
- 2002: Eine Hochzeit auf Kubanisch (Fernsehfilm)
- 2003: Das Wunder von Lengede (Fernsehfilm)
- 2003: Was nicht passt, wird passend gemacht (Fernsehserie, Folge Siegerlandstern)
- 2003: Tatort: Das Phantom
- 2004: Großstadtrevier (Fernsehserie, Folge Pillendreher)
- 2004: Das allerbeste Stück (Fernsehfilm)
- 2004: Ratten 2 – Sie kommen wieder! (Fernsehfilm)
- 2005: Pfarrer Braun: Bruder Mord (Fernsehreihe)
- 2005: Tatort: Der Frauenflüsterer
- 2005: Eine Prinzessin zum Verlieben (Fernsehfilm)
- 2006: Goldene Zeiten
- 2006: Mit Herz und Handschellen (Fernsehserie, 11 Folgen)
- 2006: Der Untergang der Pamir
- 2006: Die Unbeugsamen (Fernsehfilm)
- 2007: Das Inferno – Flammen über Berlin
- 2008: U-900
- 2009: So glücklich war ich noch nie
- 2009–2010: Eine wie keine (Fernsehserie)
- 2010: Vorstadtkrokodile 2
- 2010: London, Liebe, Taubenschlag (Fernsehzweiteiler)
- 2010: Max Schmeling – Eine deutsche Legende
- 2010: Danni Lowinski (Fernsehserie, 3 Folgen)
- 2011: Stankowskis Millionen (Fernsehfilm)
- 2011, 2018: SOKO Köln (Fernsehserie, verschiedene Rollen, 2 Folgen)
- 2012: Rosamunde Pilcher: Ungezügelt ins Glück (Fernsehreihe)
- 2013: Heiter bis tödlich: Hauptstadtrevier (Fernsehserie, Folge Der Vormund)
- 2013: SOKO Wismar (Fernsehserie, Folge Tod auf hoher See)
- 2013: Heiter bis tödlich: Zwischen den Zeilen (Fernsehserie, 8 Folgen)
- 2014: Nicht mein Tag
- 2014: Heldt (Fernsehserie, Folge Clowns)
- 2015: SOKO Stuttgart (Fernsehserie, Folge Benzin im Blut)
- 2015: Der Nanny
- 2015: Alarm für Cobra 11 – Die Autobahnpolizei (Fernsehserie, Folge Spiel mit dem Feuer)
- 2018: SOKO Leipzig (Fernsehserie, Folge Der Schattenmann)
- 2019: Der letzte Bulle
- 2019: Klassentreffen (Fernsehfilm)
- 2019: Klassentreffen (Miniserie)
- 2020: Neben der Spur – Erlöse mich
- 2020: Rentnercops – Staffel 4 Folge 12
- 2021: Unbreakable – Wir machen Dich stark! (Reality, RTL+)
- 2023: Asbest (Serie)
- 2023: Blood & Gold (Film, Netflix)